# Leon Sedov

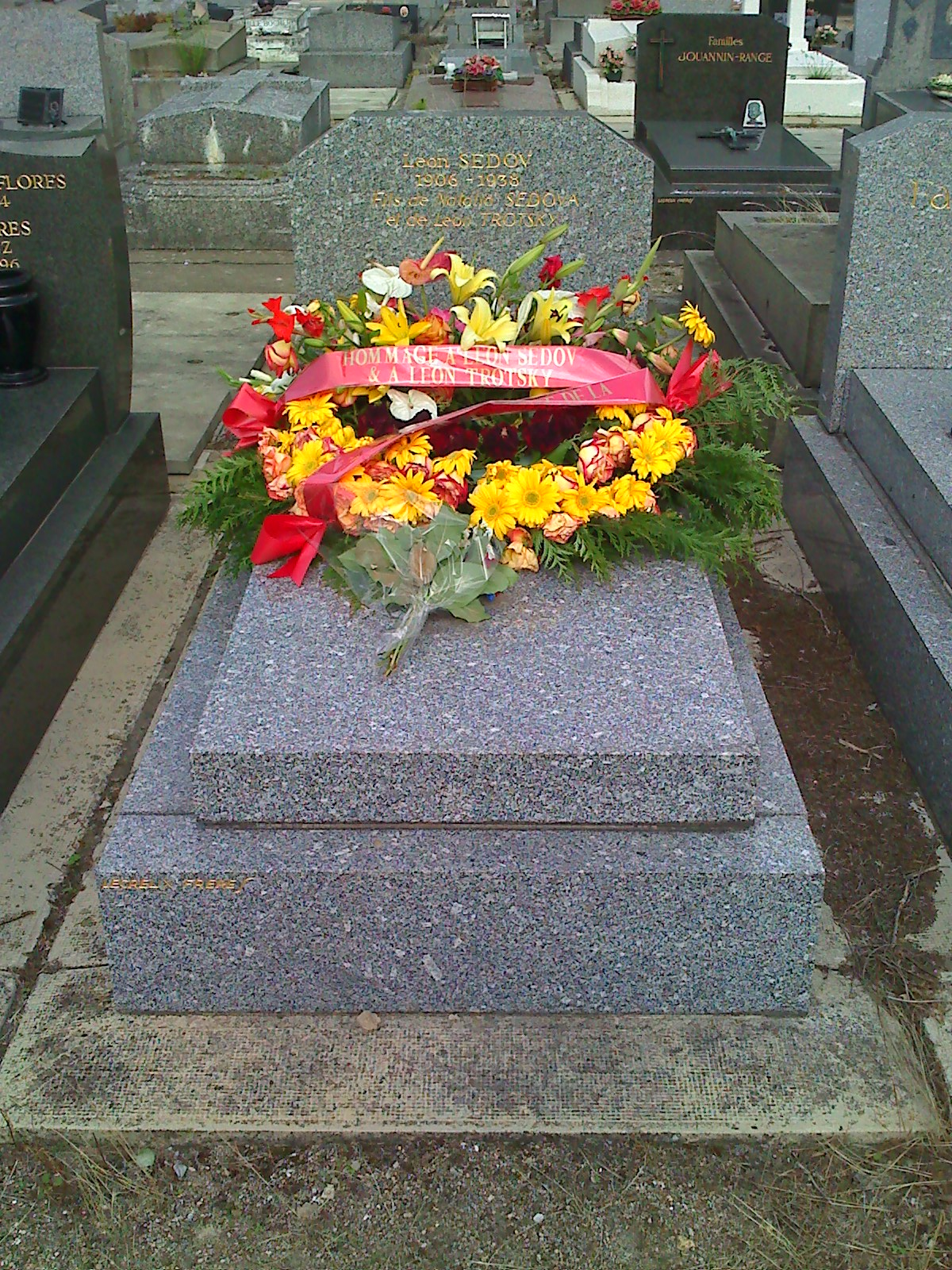
Sedovs gravvård i Thiais, söder om Paris.

Lev Lvovitj Sedov (ryska: Лев Львович Седов), även kallad Leon Sedov, född 24 februari 1906 i Sankt Petersburg, död 16 februari 1938 i Paris, var en rysk kommunist, aktiv i den sovjetiska vänsteroppositionen mot Josef Stalin. 
Leon Sedov var son till Lev Trotskij och Natalja Sedova. När Trotskij 1928 utvisades ur Sovjetunionen lämnade även Leon Sedov landet och bodde först i Berlin och senare i Paris där han var aktiv i den internationella trotskistiska rörelsen. Han mördades 1938 på ett sjukhus i Paris av stalinistiska agenter.